# Pupilla alluvionica
Pupilla alluvionica ist eine Schneckenart aus der Familie der Puppenschnecken, die zur Unterordnung der Landlungenschnecken (Stylommatophora) gerechnet wird. Sie kommt im russischen Teil des Altai-Gebirges vor.

## Merkmale
Das rechtsgewundene, zylinderförmige und etwas komprimierte Gehäuse  ist 3,28 bis 4,32 mm hoch und 2,16 bis 2,4 mm breit. Sie haben 5,5 bis 6,5 an der Peripherie konvex gewölbte Windungen. Der Apex ist gerundet-flachkonisch. Das Embryonalgehäuse besteht aus 1,5 Windungen und hat einen Durchmesser von 1 bis 1,1 Millimetern. Der Apex ist gerundet-flachkonisch. Die letzte Windung steigt zur Mündung hin bis knapp unter die Mitte der Peripherie der vorigen Windung an. Die Mündung ist eiförmig bis elliptisch und steht schief zur Windungsachse. Die Mündung ist nur wenig erweitert. Der Mündungsrand ist nur wenig umgeschlagen und sehr fragil. In der Regel sind keine Zähne vorhanden; selten wird ein kleines parietales Zähnchen beobachtet. Kurz vor der Mündung ist ein Nackenwulst in Form eines weißen ringförmigen schmalen Bandes vorhanden, der vom Mündungsrand durch eine Furche abgesetzt ist. Der rundliche Nabel ist offen. Die Oberfläche des kastanienbraunen Gehäuses ist nahezu glatt und zeigt nur sehr feine Anwachsstreifen. Die Schale ist vergleichsweise dünn.

### Ähnliche Arten
Die Moos-Puppenschnecke ist bei gleicher Größe deutlich schlanker. Die Windungen sind an der Peripherie flacher gewölbt und der Kallus ist noch wesentlich deutlicher ausgeprägt. Das Embryonalgehäuses ist dagegen mit 0,85 mm Durchmesser etwas kleiner. Die Alpen-Puppenschnecke (Pupilla alpicola (Charpentier, 1837)) ist ebenfalls schlanker, der Kallus ist dagegen weniger stark ausgeprägt oder fehlt ganz. Die Arten unterscheiden sich auch in den Anforderungen an das Habitat.

## Geographische Verbreitung und Lebensraum
Pupilla alluvionica ist bisher nur an einigen Lokalitäten am Fuße des Zentralen und Östlichen Altai gefunden worden. Sie kommt dort von etwa 820 m bis 2250 m über Meereshöhe vor.
Die Art kommt dort bevorzugt unterhalb der Baumgrenze in aktiven Alluvionen vor, die zumindest während der Schneeschmelze noch überflutet werden. Die Tiere halten sich unter Steinen, in einer permanent feuchten und nassen Umgebung auf. Sie wurden bisher nur selten etwas entfernt von den Auwiesen gefunden. Sie leben dort zusammen mit Vallonia tenuilabris. In der Nähe wuchs eine Pionierflora, nicht weit entfernt auch Larix sibirica.

## Taxonomie
Das Taxon wurde 2009 von Stefan Meng und Matthias Hoffmann aufgestellt und nach dem Lebensraum der Schnecken in Alluvionen benannt. Der Holotyp stammt aus dem südöstlichen Altai, Saylyugem, aus offenen und aktiven Alluvionen in der Flussebene (N 50° 01.048’/E 089° 14.177’).